# Las Tres Perfectas Solteras
Las Tres Perfectas Solteras (català: Les Tres Perfectes Solteres) és una telenovel·la boliviana emesa per Unitel de deu capítols, realitzada per SAFIPRO (Santa Cruz Films Producciones), basada en l'obra literària del mateix nom de l'escriptor Pedro Rivero Mercat. És una comèdia romàntica costumista típica de l'orienti bolivià ambientada en l'època de Santa Cruz 1955.

## Argument
La història de les solteres es desenvolupa en els anys cinquanta i s'hi reflecteix el pensament de la societat cruceña d'aquest llavors, acompanyat amb l'humor, picardia i prejudicis propis d'aquesta època en la qual Santa Creu de la Serra despertava per a convertir-se en la ciutat pujante del país. Tot això és reflectit en els versos de Rivero Mercat i en imatges gràcies a Safipro.
Narra les vivències i peripècies en un to jovial de picaresca comèdia en la Santa Creu d'antany, els successos jocosos i la permanent mala sort de les solteres amb els seus pretendents de tres germanes: Dolors, la ingènua; la dolça Encarnación; i la tendra Margarita, qui tracten de no quedar en l'eterna solteria.

## Producció
Al maig de 2003 les filmacions es van iniciar. Es filmà en la població de Paurito (localitat que conserva l'ambient d'antany), en la ciutat de Santa Creu de la Serra (Plaça d'Armes 24 de Setembre i Catedral), també en Cotoca, Sucre i La Pau.
El repte de Safipro va ser adaptar el vers a la imatge.
Va significar la reaparició de Safipro i el debut de Ricardo Alfonso com a director

## Repartiment
| Actor/Actriz           | Personaje          |
| ---------------------- | ------------------ |
| Claudia Alfonso        | Dolores Vaca       |
| Marcia Capobianco      | Encarnacíon Vaca   |
| Fátima Cuéllar         | Margarita Vaca     |
| María Delicia Robles   | Zoila Vaca         |
| Juan de América        | Lorgio Vaca Llanos |
| Paola Andrea Jiménez   | Lorenza            |
| Ricardo Alfonso        | Antonio Roca       |
| Juan Daniel Saucedo    | Carlitos Parada    |
| Julio Kempff           | Dr. Carlos Parada  |
| Raúl Gonzalez          |                    |
| Roger Quiroz           |                    |
| Juan de Dios Castro    | Chichi Pinto       |
| Katty Gutierrez        |                    |
| Frida Soria            | Casta Morales      |
| Mosita Perdriel        |                    |
| Yrasith Peñarrieta     | Teodosia Flores    |
| Gloria Natusch         | Tía Lola           |
| Rodolfo Suárez         | Baldomero          |
| José Claudio Laguna    | José               |
| Hugo Pacheco           |                    |
| Javier Morales         |                    |
| Mohsen Purahmary       | Alí                |
| Detlef Rau-Bredow      | Jack               |
| Juan Carlos Santiváñez |                    |
| José Castro            |                    |
| Mirka García           |                    |
| José Luis Ponce        | Facundo            |
| Porfirio Azogue        |                    |
| Chichita de Herrera    | Lucha Guerra       |
| Dinny Matienzo         |                    |
| Carlos Ortiz           | Justo Bazán        |
| Antonio Anzoategui     |                    |
| Chaly Antelo           |                    |
| Jorge Flores           | Dn. Lucas          |
| Efraín Capobianco      |                    |
| Teddy Landivar         |                    |
| Elías Serrano          | Udalrrico Campos   |

## Temes musicals
- Las Tres Perfectas Solteras - Claudia Alfonso
- Soñando con tu Amor - Gina Gil
- Tu Otra Mitad - Guísela Santa Cruz
- Amor Distante - Alenir Echeverría

Música inclosa
Durant algunes escenes els personatges van interpretar les cançons: "El Trasnochador", "Infierno Verde", "Alma Cruceña", "Tamarindo seco", "La Barca","Odiame","Algo contigo" i " El Rey ". A més de música inclosa com a banda sonora complementària: 
- No hay Tierra como mi Tierra - Tingo Vincenti
- Amorcito Corazón - Pedro Infante
- La Ley del Monte - Vicente Fernandez
- What a Wonderfull World - Louis Armstrong
- Contigo - Los Panchos
- Moonlight Serenade - Glenn Miller & His Orchestra
- Estoy Perdido - Los Panchos
- Street Urchins - Alan Menken
- Volver - Ricardo Chiqui Pereyra
- New York, New York - Frank Sinatra
- Amorcito Corazón - Los Panchos
- Happy End in Agrabah (versió adaptada) - Alan Menken